# SRX計畫
SRX計畫（英語：Project SRX）是《超級機器人大戰系列》中登場的虛構兵器開發計畫。

## 概要
當初於《新超級機器人大戰》（下稱《新》）首次登場，並成為了相當於《魔裝機神 THE LORD OF ELEMENTAL》的原創企畫《超機大戰SRX》。當中描寫了SRX小隊與澤·巴爾瑪利帝國間的戰鬥，但因為《新》的續編製作被中止，因此之後的故事只能在《超級機器人Spirit》及《超級英雄作戰》（下稱SH作戰）中斷斷續續地被描寫。最後故事在《超級機器人大戰α》中得以完整地交代。

## OG世界的SRX計畫
作為地球圈防衛計劃的一環，由連邦軍極東支部伊豆基地進行的計畫。
相對於以追求硬體及軟體兩面的整備的PT-X構想，SRX計畫以開發「對外星人戰鬥用人型機動兵器」、即是追求性能與戰鬥力的兵器。隨著計畫推進，目標開發鎖定為「究極的PT」，「兼備特殊人型機動兵器與PT特徴、可以於1機或分離狀態下改變戰局的人型機動兵器」成為最終概念。
機体大小方面，以古倫加斯特為模版，製作合體下50米級的特機大小、分離收態下則為20米的PT大小以便進入整備設施、艦艇等。另外，合體、分離狀態下都要能發揮高戰鬥能力也是要求之一。
新西曆185年6月開始本計畫亦正式啟動。主要成員是毛氏工業的PT開發部部長卡克·漢米爾（カーク・ハミル）、特斯拉·萊許研究所的古倫加斯特開發主要成員羅伯特·H·大宮（ロバート・H・オオミヤ）博士，另外亦集合了其他分野的專才，但是要實現變形、合體兼具備高度戰鬥能力的概念仍然十分困難。為這個情況帶來曙光的是伊豆基地司令雷卡（レイカー）推薦的英格蘭姆·普利斯肯（イングラム・プリスケン）少佐。他持有的EOT技術和知識，令SRX以及各R系列能夠具備優秀的戰鬥能力。
一眾革新的最新技術都被導入至SRX中，而特別重要的是「T-LINK系統」「特洛尼姆引擎」以及。決定採用T-LINK系統以制御機體的人是英格蘭姆，而卡克跟羅伯特雖然都曾因為T-LINK系統尚未完成，而且只有念動力者才可以操縱這兩點而表露難色，但英格蘭姆以半強硬形式説服他們，並邀請T-LINK系統的開發者古林兼三（ケンゾウ・コバヤシ）博士及其女兒古林彩（アヤ・コバヤシ）加入SRX計畫。因此SRX計畫的機體必須由念動力者駕駛，特別是R-1和R-3兩台機體基本上是個人的專用機。
DC戰爭時期，SRX計畫的機體在未有進行十足的測試下就投入戰場。最初由於部隊戰力問題，SRX形態下雖然存在各項問題，但亦選擇先無視並繼續參戰，而雖然在L5戰役終於成功合體，但由於在安定性上存在相當的不安，亦因此在監察者事件為止計畫被實施凍結處分。
回到頁首

## 小隊
SH作戰
本來是隸屬於TDF極東支部的一個小隊，但在新西曆154的外星人侵略戰爭後SRX計畫被中止並解體。隊員包括隊長古林彩（駕駛R-3以及R-3強化型）、伊達隆聖（リュウセイ・ダテ）（駕駛R-1以及SRX）、萊迪斯·F·布蘭修坦（ライディース・F・ブランシュタイン）（駕駛R-2以及R-2強化型）。隆聖在外星人侵略戰争中使用SRX保護地球後失蹤。
α / OG系列
負責運用SRX計畫的開發機体的部隊。初期隊員包括教官英格蘭姆·普利斯肯（駕駛R-GUN以及R-GUN強化型）、伊達隆聖（駕駛R-1以及SRX）、萊迪斯·F·布蘭修坦（駕駛R-2以及R-2強化型）、古林彩（駕駛R-3以及R-3強化型）。英格蘭姆回歸侵略者（エアロゲイター）後，薇蕾塔·巴迪姆（ヴィレッタ・バディム）繼承英格蘭姆的意思擔任隊長，古林舞（マイ・コバヤシ，但在《α》及《α外傳》中名稱是蕾比·托拉（レビ・トーラー））亦加入小隊。班普雷奧斯（バンプレイオス）（《第3次α》）啟動後則由隆聖、萊、彩及舞駕駛，薇蕾塔便成為了R-GUN強化型的專屬駕駛員了。

### 伊達隆聖
（／Ryusei Date）
聲優：三木真一郎
於《新超級機器人大戰》（下稱《新》）初登場。男性。18歳。階級是曹長→少尉。代號與機體一樣為「R-1」、《超級機器人大戰OG -Divine Wars-》（下稱《DW》）中則為「SRX1」。由於被英格蘭姆看中其念動力的素質，因此加入了地球連邦軍SRX小隊。正義感很強的熱血漢，在攻撃時總是喜歡喊出武器（技）的名稱，經常意識著機器人駕駛員（特別是超級系機器人）這個身分。有著「超級機器人的必殺技名稱是要有點遜才好」的獨特品味，並給機體的必殺技名稱加上「天上天下～」。愛稱是「隆（リュウ）」，但除了母親雪子（ユキコ）以外會這樣叫的只有彩和舞，其他同伴多數稱呼他為「隆聖（リュウセイ）」。《新》中常以遊戲感覺參與戰爭。《OG》中於入隊當初也是一樣，但在與白河愁（シュウ・シラカワ）的邂逅和與仲嶋天山（テンザン・ナカジマ）的對決後重新找到自己戰鬥的意義，開始作為一名戰士不斷成長。《OG2》中也沒有再獨斷專行，反而經常為同伴提供協助。有以格鬥系武器為中心戰鬥的傾向，但設定上卻是精通射撃的。於近年的作品中雖然沒有強調這個設定，但《OG》中卻出現透過T-LINK系統的補助狙擊彈道導彈的情節。在《OG2》之前，可能因為本來是平民的關係，不論對誰的語氣都如對普通人也一樣（換言之即不用敬語），但《OG2》開始則對北村開（カイ・キタムラ）等長官使用敬語了。
家人只有母親雪子一人。雪子曾經是特腦研的被驗體之一，隆聖的念動力素質也是遺傳自母親。雖然隆聖在自己不知情的情況下和SRX計畫等各式各樣的計畫結下不淺的因緣，但隆聖加入SRX計畫並非被意圖安排而是偶然而已。作為御宅族的性格一直被強調，但可能因為是單親母子家庭的關係，隆聖不僅為了支付母親入院的費用而不進大學選擇工作，亦打算把在遊戲大會勝出的資金支付母親入院的費用，又以讓母親住進更好的醫院為條件參加軍隊等等，雖然是御宅族但十分孝順的一面也在《OG》中得到強調。另外，隆聖的父親本身為警察，但在銀行搶劫案中為了拯救人質而殉職。家住在藤澤地區。
周圍的人的眼中的戀人候補是菈朵妮·史伯特（ラトゥーニ・スゥボータ）和舞。和菈朵妮曾有過類似約會的經驗，但隆聖只認為那是去玩，再加上隆聖本人的鈍感，令兩人的關係都仍然維持在朋友。比起女性，更多時會被瓦爾西翁妮（ヴァルシオーネ）和安潔露可（アンジュルグ）等女性型機器人吸引，但是和彩初次對面時也有稱讚她為「美人」，《新》中則邀請《無敵機器人 托萊達G7》（無敵ロボトライダーG7）的砂原郁繪約會，因此也不是對女性完全沒有興趣。另外《α》系列的其中一位主人公水羽楠葉在廣播劇CD《超級機器人大戰α ORIGINAL STORY》中加入了和隆聖是青梅竹馬的設定。之後《OG》系列也繼承了《α ORIGINAL STORY》的設定。GBA版《OG》中楠葉跟隆聖有著超越青梅竹馬的感情，但隆聖以無法回應她的心意為由，把楠葉託付給布魯克林·拉克菲德（ブルックリン・ラックフィールド）。但是《DW》以後的設定上，雖然是青梅竹馬但只是友人，並沒有特別的感情（GBA版中察覺到楠葉的心意的加妮特·山迪（ガーネット・サンディ）在《DW》也只評價二人為「普通的朋友」）。
《超級機器人大戰OG -The Inspector-》（下稱《OGIN》）第1話開頭，在影鏡（シャドウミラー）存在的「對面（向こう側）」的世界中隆聖也有登場，但被原生種（アインスト）化的響介殺死。
DS版《魔裝機神》中也有在正樹的回想中登場。
名字的由來是日本軍艦上攻撃機「流星」。
乘坐的機體為
《新》 - R-1、SRX
《α系列》 - R-1、SRX、量產型亡靈（ゲシュペンスト）Mk-II、亞爾布雷德·特裝型（アルブレード・カスタム）、R-1改、量產型古倫加斯特（グルンガスト）貳式、量產型凶鳥（ヒュッケバイン）Mk-II、班普雷奧斯（バンプレイオス）
《OG系列》 - 量產型亡靈Mk-II・TT型、野猛禽（ビルトラプター）、R-1、SRX、ART-1、亞爾布雷德（アルブレード）
專用BGM是「EVERYWHERE YOU GO」、「VARIABLE FORMATION」（使用合體技「作戰隊形R」（フォーメーションR）時）、（SRX）（北美版《OG》的曲名是「Soul of Steel」）、（班普雷奧斯）。

### 萊迪斯·F·布蘭修坦
（／Raidiese F. Branstein）
聲優：置鮎龍太郎
《新》中初登場。通稱萊（ライ）。男性。19歳。階級是少尉。代號和機體一樣為「R-2」，《DW》中則為「SRX2」。軍人名門布蘭修坦（ブランシュタイン）家的次男。過去曾擔任凶鳥008R的測試駕駛員，但因為黑洞引擎（ブラックホール・エンジン）的暴走事故而失去了左手，現在的左手是義手，並佩戴了手套。他只會在十分憤怒的時候才會用左手打人。《DW》中雖然沒有表明那是義手，但在《OGIN》中則以左手截停了仇人亞奇伯德·葛林茲（アーチボルド・グリムズ）的子彈，又用R-2的左手把亞奇伯德殺死。
和隆聖與彩不同並非念動力者，但作為駕駛員擁有天才般的技術。經常保持沉著冷靜並擁有優秀的判斷力，但有時因太憤怒也會失去冷靜。當初和隆聖處於正反對的立場、境遇，因此經常發生衝突，但最後變成要好的戰友，亦成為抑制隆聖或吐嘈的角色。近年對隆聖的興趣有了一定程度的理解，在《第3次α》更披露了透過錄影帶學習的動畫知識，不過卻被隆聖批評只是雞毛蒜皮的知識。另外被隆聖拜託購買機器人的模型時誤買了普通版而不是隆聖想要的限定版而被招來了隆聖的不滿。
受到利克森公國（リクセント公国）的夏茵·豪森（シャイン・ハウゼン）王女的愛慕，但因為年齢上的差距並沒有把對方視為戀愛對象。但是，每當她遇上危機時總會立即挺身而出，亦對被救出後在人前努力表現得堅強的她其實是「自己國家落入敵人手中，其實是悲傷不已」一事表示理解，亦讓她在自己懐中大哭，可見王女在他本人而言也是特別的存在。
對兄長艾爾薩姆·V·布蘭修坦（エルザム・V・ブランシュタイン）的妻子卡托萊亞（カトライア）十分愛慕。但在艾爾比斯事件（エルピス事件）中艾爾薩姆曾為了保護殖民星人民而間接把卡托萊亞殺死，導致萊對兄長抱著嫉妒、尊敬、憎恨等雜雑的感情。而對選擇原諒艾爾薩姆、兩人的父親邁亞·V·布蘭修坦（マイヤー・V・ブランシュタイン），萊認為父親也棄卡托萊亞於不理所以離開布蘭修坦家，此後就與布蘭修坦家處於絕緣狀態。因此中間名稱也從“V”轉為“F”。這個F來自卡托萊亞的舊姓「藤原（／Fujiwara）」，但其實這是後來加上的設定，本來是「（Von）」的串字錯誤而已（Von跟Fon音類似）。另外，亦曾經設定F來源於祖母的姓（萊的祖母也是日系人）。雖然邁亞還未有跟萊解開誤會就逝去，但跟艾爾薩姆方面，則在打倒艾爾比斯事件的實行犯亞奇伯德後達成和解，現在已沒有嫌隙。以此為契機也完全清算對卡托萊亞的感情，在真正的意義上與她告別。
雖然使用的機體R-2屬於砲撃用PT，但在戰鬥中多數擔當前衛。一邊抑制過於衝動的隆聖，一邊給隊長經驗尚淺的彩提供建議。雖然是SRX小隊中唯一的非念動力者，但在SRX合體時要代替負擔T-LINK系統的2人，擔當機體制御的絕大部分，因此可以說沒有他的話SRX就無法成立，是十分重要的存在。
興趣是茶道，受教於生前的卡托萊亞。休假時會穿著和服渡過。
《SH作戰》中擔當TDF（中登場的地球防衛軍）的參謀次官，初登場時乘坐亞爾布雷德和怪獸與敵人們戰鬥。
初登場作《新》中，則有自稱天才等自戀的設定。另外亦有同性戀的疑惑。
乘坐機體為守林者（シュッツバルト）、R-2強化型（R-2パワード）、凶鳥MK-III·龍捲（トロンベ）等等。專用BGM是「ICE MAN」（北美版《OG》的曲名是「Cool As Ice」）、「VARIABLE FORMATION」（使用合體技「作戰隊形R」時）。（《第3次α》中則為「Trombe!」）

### 古林彩
（／Aya Kobayashi）
聲優：冬馬由美
《新》中初登場。SRX小隊隊長。女性。21歳。階級是大尉。身高168 cm、體重45 kg、三圍為88・57・85。生日為新西曆165年11月27日。代號和機體一樣為「R-3」、《DW》中則為「SRX3」。特殊腦醫學研究所（特殊脳医学研究所）所長古林兼三博士的女兒。很會照顧人而且做事認真，經常出現照顧隆聖和舞的場面。擁有很高的念動力素質，在SRX合體中擔當十分重要的角色。《α》《OG》兩個系列中也對英格蘭姆有好感。《新》中則對有主動的接觸，亦是《機動戰士GUNDAM 逆襲的夏亞》的珍·亞吉（チェーン・アギ）的憂鬱來源（《新》中英格蘭姆沒有登場）。一部分的雜誌中，也對擔當教官的神隼人有好感，後來才被設定對英格蘭姆有好感。
《α》中則多了一些在《新》中沒有的悲痛設定，例如被英格蘭姆捨棄等，為此彩亦多次感到沮喪，令她本來作為堅強的大姐姐的形象有點減弱。《OG2》中雖然發現自己的記憶全部是偽造，但能夠堅強地接受事實，令SRX小隊更為團結。
原本是特腦研的被驗體No.7，和古林兼三並無血緣關係。而兼三一直把彩養育成人的原因，是對至今為止的非人道研究的贖罪。
《OG2》中被告知童年的記憶全部由兼三和阿奎拉·塞托梅（アギラ・セトメ）偽造，並需要定期和R-3作連結以進行記憶的修正，否則記憶會出現差異並因混亂而造成精神崩潰。彩本身也不知道這件事，而現在還有沒有進行定期連結則不明。另外，《SH作戰》及《第3次α》中雖然長時間離開R-3，但精神上卻沒有出現異常。
《超級機器人Spirit的前日談小說》中，兼三亦曾表示彩是作為實驗而透過擁有念動力者遺傳子的精子、卵子交配而生下來的，她的記憶也全部為偽造，而且必須定期與R-3連結，這就是最初期的設定。
興趣是遊覽美術館。也有喜歡收集偶像的相片等趕流行的一面。雖然穿著露出度高的軍服（迷你裙和緊身胸衣），但似乎不是本人的興趣。但是在伊豆基地的休假中穿着的泳衣（《OG1》的基礎《超級機器人大戰α ORIGINAL STORY》中似乎是自己挑選、《OG1》《OGs》中則為加妮特挑選的）和《超級機器人大戰 ORIGINAL GENERATION THE SOUND CINEMA》中的Cosplay衣服都是露出度頗高的衣服。雖然駕駛服露出了部分肌膚，但其實那是特殊的透視素材造成的。
乘坐機體為量產型亡靈Mk-II・TT型、R-3強化型（R-3パワード）等等。專用BGM是「PSYCHIC ENERGY」、「VARIABLE FORMATION」（使用合體技「作戰隊形R」時）。

### 古林舞
（／Mai Kobayashi）
聲優：折笠愛
《超級機器人大戰α》中初登場（但是《α》中並沒有說明蕾比·托拉（レビ・トーラー）就是舞，實際上以「古林舞」初登場的是《OG2》）。女性。身長146cm。生日是新西曆159年6月17日。雖然是彩的妹妹，但從出生年月日計算的話年齡比彩還要大。本來以為在特腦研的事故中死亡，實際上卻是在爆發事故中被英格蘭姆擄走並接受冷凍處理與人體實驗。之後，被侵略者洗腦，作為蕾比·托拉駕駛朱迪卡（ジュデッカ）與SRX小隊戰鬥。《DW》中則由英格蘭姆直接說出舞是在事故發生後，實施冷凍睡眠並被搬送時擄走的。《第3次α》中則變成由艾梓拉·托拉（エツィーラ・トーラー）擄走舞並對她施行洗腦。
蕾比本來在L5戰役中死亡，但之後透過塞夫塔金（セプタギン）與朱迪卡一起再生。但由於朱迪卡完全再生前塞夫塔金被擊破，因此處於再生不完全的狀態，也失去了作為蕾比時的記憶。之後連同朱迪卡的核心一起沉沒在冥王島（アイドネウス島），《OG2》序盤時在被回收的核心內部發現了失去記憶的舞。
雖然失去了過去的記憶，但仍擁有很高的念動力者素質，更被兼三提拔為R-GUN強化型的駕駛員。性格上比起蕾比時更少女化，也對隆聖抱有淡淡的愛意，但本人並不察覺。對遠古的知識頗為熟悉（例如曾指出班普雷奧斯關於的捏他）。十分愛慕姐姐彩，在《第3次α》中曾因為被假的彩強烈指責而令自己的念暴走。《OG外傳》中因為受到隆聖的影響而喜歡上。
雖然和菈朵妮是情敵關係，但由於外貌年齡十分相近，而且兩人遭遇相似，因此兩人友情深厚，當菈朵妮被擄走時亦十分擔心。措辭因蕾比的關係變得有點古樸，對彩也不會使用敬語，但並非因為像蕾比時般不放他人在眼內，而是遊戲內沒有人對這些措辭上的問題在意而已。
和彩一樣是特腦研的被驗體No.5，與兼三和彩沒有血緣關係。
《α》《α外傳》中都不是以舞而是蕾比·托拉的身份參戰。性格上依然有點強硬。《α外傳》的結局中和隆聖與薇蕾塔一起被收監，之後則被釋放，並被兼三與彩以「古林舞」的身分收留。
乘坐機體是R-GUN強化型、凶鳥MK-III・Type L（沒有裝備黑洞引擎）、ART-1等等。專用BGM是「MARIONETTE MESSIAH」（北美版《OG2》的曲名是「Marionette Savior」）。（第3次α則為「ACE ATTACKER」）

### 薇蕾塔·巴迪姆
（／Viletta Vadim）
聲優：田中敦子
於《SH作戰》初登場，原名為「薇蕾塔·普利斯肯」（ヴィレッタ・プリスケン）。機戰系列初登場則為《α》。根據英格蘭姆的資料數據作出調整而生，即所謂複製人。但是《DW》之後似乎設定為二人是同時被製造的。《α》中是以從平行世界轉移而來的英格蘭姆的數據為基礎而被製造的巴爾薛姆（バルシェム，澤·巴爾瑪利帝國的人造人兵士）的第2號薇特·巴爾薛姆（ヴェート・バルシェム），第3號之後的巴爾薛姆是由其他人製作，因此和薇蕾塔的樣子不同。GBA版《OG》中則為英格蘭姆製作的人造人第2號，《OGs》則變回巴爾薛姆系列，被蕾比稱呼為「薇特」（ヴェート）。
主要是受英格蘭姆指令行動的女間諜，在預言者（ネビーイーム，地球連邦軍內的代號為「白星」（ホワイトスター））中則名為「薇蕾塔·普利斯肯」。之後繼承英格蘭姆的遺志，成為SRX小隊的新隊長（階級是大尉）。潛入活動、指揮、PT操蹤上都發揮出很高的能力。有著很冷靜的判斷力，但也有極為天然的一面。隆聖們其實也隱約知道她的身分（廣播劇CD第3卷付屬的解說中更指她的真正身分其實很明顯），特別是一度令萊抱有一點不信感，但在同一時期彩和舞的過去曝光，反而成為了小隊更團結的契機。雖然性格冷靜且不容易被看透，但對於二重間諜這個身分似乎還是抱有罪惡感。《DW》中在歸還至白星前曾向菈妲·拜拉邦（ラーダ・バイラバン）承諾一定會返回部隊（但之後除了第26話外完全沒有登場）。對於第一個信任自己的奇里亞姆·葉格（ギリアム・イェーガー）十分信賴，《OG》的結局也對他表達了感謝之情。
薇蕾塔和英格蘭姆不同，雖然是巴爾薛姆但沒有被侵略者及朱迪卡洗腦的原因是「薇蕾塔是英格蘭姆在後來製造的複製人，因此沒有給予她枷鎖的打算」，但《DW》之後的設定變更為「英格蘭姆把薇蕾塔從朱迪卡的枷鎖中解放出來」。
「巴迪姆」這偽名是取自新西曆150年代（SH作戰）中出現的謎犯罪組織「新·巴迪姆」（ネオ・バディム）。《α》系列中隸屬於澤·巴爾瑪利帝國軍時，行動代號亦是薇特·巴迪姆。
乘坐機體是
《α系列》 - R-GUN強化型（R-GUNパワード）
《OG系列》 - 亡靈Mk-II・R、野豬（ビルトシュバイン）、R-GUN強化型（R-GUNパワード）、嘉拜因（ガーバイン）（OGIN）
專用BGM是「WOMAN THE COOL SPY」（北美版《OG》的曲名是「Femme Fatale」）。《α》中則是「MARIONETTE MESSIAH」、《α外傳》則為「TIME DIVER」。此曲為製作《OG》BGM時Salamander Factory的一位薇蕾塔迷獨斷地為薇蕾塔編制的。
名字源自槍械製造商「貝瑞塔」（Beretta）。

### 英格蘭姆·普利斯肯
（／Ingram Prisken）
聲優：古澤徹
地球連邦軍極東支部SRX隊的少佐，也是SRX計畫的主要成員，同時還是R-GUN的機師，擔任SRX隊的訓練與作戰指揮，親手將伊達隆聖、萊迪斯、彩選入SRX小隊，是SRX小隊的教官。英格蘭姆與白河愁並稱為對EOT進行解析研究的第一人，R系列機強大的主動力源特洛尼姆引擎就是由他親手開發的。同時作為一名機師，他也是非常優秀的，曾任SRX隊的前身PTX隊的隊長，實力可見一斑。英格蘭姆性格冷酷，他的過去很少有人知道。平常別人很難看到他的內心世界，可能只有處於敵方一側臥底的薇蕾塔才能瞭解他的心意。
其真正身分為侵略者的特殊工作員。其主要任務為收集地球方的情報與發掘或培育擁擁有以念動力為主的特殊能力的人類。另外故意讓地球藉由特洛尼姆引擎等EOT技術，來促使地球人進化為優秀的兵器。他加入SRX計畫的真正原因，是要將控制他的尤傑斯打倒。而在L5戰役的最後，英格蘭姆與尤傑斯隨著大爆炸一起消失，自此行蹤不明
乘坐機體是野豬、R-GUN、R-GUN宿敵（R-GUN RIVAL）、黑天使（アストラナガン）等等。專用BGM是（我方時）《TIME DIVER》，（敵方時）。
回到頁首

## 開發人員

### 卡克·漢米爾
（／Kirk Hamill）
聲優：中田讓治（《α ORIGINAL STORY》）、風間勇刀（《DW》）
初次登場於《新》，但只在設定上存在。實際上的初登場則為《α》。男性。32歳。原來是毛氏工業的開發部部長，亦是亡靈系列的始創人。和ATX計畫的瑪莉詠·拉多姆（マリオン・ラドム）博士曾經是夫婦。雖然偶爾會作出把人當作機體的部件等冷酷的言論，但事實上是抱著「開發最完美的機體就是要用來保護駕駛員」的信念，內心對駕駛員們十分照顧。在月球上發生的凶鳥008R暴走事故中奇蹟生還的其中一人。現在則負責SRX的開發，另外亦有協助進行ATX計畫的野隼（ビルトファルケン）的基本設計。

### 羅伯特·H·大宮
（／Robert Hajime Ohmiya）
聲優：桐本琢也
初登場為《新》，但與卡克一樣但只在設定上存在。正式登場則為《SH作戰》。愛稱是羅伯特 （Rob） 。男性。27歳。
本來是「烈焰PT」（バーニングPT、一款機器人對戰遊戲）的開發人員，後來被提拔為SRX開發人員。以前曾在特斯拉·萊許研究所與強納森·風原（ジョナサン・カザハラ）一起擔當古倫加斯特的主要開發人員。他也是一位抱著「機器人是男人的浪漫」的信念的機器人迷，與隆聖趣味相投。另外對冰川諒斗（リョウト・ヒカワ）作為開發者的才能抱有相當的重視與期待，兩人甚至有著師徒關係。
和對他人冷漠的卡克與兼三不同，從一開始就已經對駕駛員的生命十分重視，曾經對想駕駛未調整好的R-1出撃的隆聖說「雖然很矛盾，但我不是為了殺死駕駛員而開發機器人的」。《OGs》中則對英格蘭姆存有很大的疑心，曾明言雖然認同英格蘭姆的知識與實力，但十分反對其做法。不過，不知道為何會跟性格完全相反的卡克十分友好。在特斯拉·萊許研究所工作時，與菲利歐·普雷斯提（フィリオ・プレスティ）是後輩和好友的關係。
此外亦有在PS版《F》的預約特典的廣播劇CD中登場，聲優是矢尾一樹。當時擔任古倫加斯特的開發人員。

### 古林兼三
（／Kenzo Kobayashi）
聲優：麥人
初登場於《新》也是只在設定上存在。實際上是在《α》中初登場。男性。49歳。外貌道然，而且帶著單邊眼鏡、禿頭，還有些明顯的手術痕跡。是彩和舞的父親，也是特腦研的研究者。著目於人腦發出的特殊腦波「念動力α波」（テレキネシスαパルス），並製作出能夠以腦波操縱機體的T-LINK系統。
在《α》中，曾被揶揄「對人腦以外沒有興趣」，其不人道的態度也十分明顯，但其實對過去曾經進行的不人道研究與涉及其中而被犠牲的實驗體抱有很大的罪惡感，現在已經沒有再進行操作人的記憶與精神的研究。對於被蕾比的殘留思念所苦惱的舞也沒有進行記憶操作，反而讓她自行跨越這難關。雖然有時仍會讓彩進行魯莽艱苦的實驗，但實際上是希望以此防止彩被認為是SRX計畫中不必要的存在而犠牲。彩與舞也接受兼三的這種父愛，在知道自己的過去後仍然愛慕著他。另外曾經和專校（スクール、School）的研究者阿奎拉與庫埃爾沃（クエルボ）一起進行研究。
回到頁首

## R系列
地球圈防衛計劃中，極東支部伊豆基地進行的對外星人戰鬥用人型兵器開發計劃。開發責任者是英格蘭姆少佐。使用了EOT的技術，開發了R系列、古倫加斯特貳式（グルンガスト貳式）、凶鳥Mk-II（ヒュッケバインMk-Ⅱ）。
R-1（Real Personal Trooper Type-1）
R系列的1號機，主要用作近距離戰鬥、格鬥戰，具備高機動性及攻撃力。本機前身的機體為RTX-009「凶鳥009（電漿動力爐搭載型）」及PTX-006「野猛禽」，並繼承以上兩台機體的優點。另外，與野猛禽一樣，具備可變形成飛行型態R-Wing（R-ウィング）的變形結構。因此以活用機動力來進行奇襲攻擊、武力偵察等，經常在R系列中扮演先鋒。為能確實給與對手損傷，裝備了近、中距離用的實彈武器。另外，由於搭載了T-LINK系統，也可藉由該系統來產生特殊力場「念動力場」應用在攻擊上。駕駛員是伊達隆聖（リュウセイ・ダテ）。
R-2（Real Personal Trooper Type-2）
R系列的2號機，以光束兵器為主體的砲擊戰用的重型人形機兵。搭載了使用EOT技術的特洛尼姆引擎（トロニウム・エンジン）。火力高，裝甲厚，但是引擎的輸出功率不安定，機動性低。在R系列中。負責鎮壓射擊，及我方的砲擊支援。裝備了武器高能重金屬粒子砲（Hi-Sol Launcher）及追加裝甲以後成為R-2強化型（R-2パワード）， 可以和R-1，R-3強化型合體成SRX。在SRX合體時，R-2的駕駛員要進行特洛尼姆引擎的輸出功率調整、機體損傷控管、R-1及R-3駕駛員的醫療監控等作業。由於R-2沒有搭載T-LINK系統。因此駕駛並不限定念動力者。駕駛者是萊迪斯·F·布蘭修坦（ライディース・F・ブランシュタイン）。
R-3（Real Personal Trooper Type-3）
R系列3號機，指揮官用、遠距離戰鬥用的輕型人型機兵。特徵是搭載了T-LINK系統（念動力感知增幅裝置），用以遠距離操作念動武器和提高捕捉敵人、情報收集的能力。裝備了T-LINK飛行系統（T-link Bright System）以後成為R-3強化型（R-3パワード）的重轟炸機型態，可以和R-1，R-2強化型合體成SRX。駕駛限定為念動力者，實際上為SRX小隊的古林彩（アヤ・コバヤシ）上尉的專用機。
PTX-014-01/02/03 亞爾布雷德（R-Blade）
由毛氏工業所開發的R-1的簡易量產試作型人型機兵。刪除掉了R-1有的變形結構及T-LINK系統（念動力感知增幅裝置），但基本性能很高。
PTX-014-03C 亞爾布雷德·特裝型（R-Blade Custom）
特裝型是作為近距離戰鬥用，而將試作3號機裝上特斯拉驅動器及散射光束加農砲，並裝備野伯勞的外裝裝甲的特別樣式機體。
SRX-00 SRX（Super Robot X-Type）
由R系的PT：R-1，R-2強化型和R-3強化型三機合體而成。SRX計畫所開發的究極汎用戰鬥一擊必殺型PT。駕駛員為SRX小隊中的隆聖、萊、彩三人。主駕駛由隆聖擔當，萊負責驅動裝置的調整及彩健康狀況的管理，彩則是一手擔任起全部T-LINK系統的控制。
他是個在G（古倫加斯特）系列、H（凶鳥）系列、瓦爾西翁（ヴァルシオン）等機體所獲得的開發資料予以全部使用後所誕生的機體。由R-1、R-2強化型、R-3強化型所構成的三機合體型機器人，但腰部的部分是由機構脆弱的R-3所構成，導致在近接格鬥上不拿手。由於使用了R-3強化型T-LINK飛行機具的關係而能做到在空中飛行，不過基本上適用直立不動的姿勢浮在空中進行戰鬥。不過在宇宙中戰鬥時就算兩腳部份的R-3強化型的強化套件喪失仍舊是有繼續戰鬥的能力。
因原開發構想為「特殊人型機動兵器（特機）與人型機兵的特徵，由一機或分離狀態的三機來改變戰局的人型機動兵器」的關係，它們具有著出類拔萃的攻擊能力。為此，它們大多使用在敵據點的破壞及敵方部隊的短期消滅作戰上。以異星人帶來的資源——「特洛尼姆」作媒介而擁有高出力的特洛尼姆引擎及機體的耐久度配合下，在沒有進行整備的情形下只能進行十次的合體（初期時連三分鐘以上的合體都無法維持）。而且，在出力開到最大的情形下特洛尼姆引擎爆炸的話會將半徑50公里以上所有可見物質化成灰燼，因此換個角度來說SRX可謂是一把擁有獨一無二的攻擊力的雙刃劍。
另外，由於它能和R-GUN的槍型合體，在這時就可以使用SRX的最強武裝「天上天下一擊必殺砲」。在SRX中的R-1、R-3及R-GUN內裝載著名為「Uranus System」（ウラヌス・システム）的T-LINK系統輔助裝置。這是在調查和機體連接著的駕駛員及機體的損害狀況後，在以陷入緊要關頭的駕駛員的生命維持為優先的情形下會自動切換上的系統。也就因為如此，駕駛者的念動力會被發揮到極限，將機體發揮出通常兩倍以上的實力，但卻伴隨著會讓駕駛者的精神崩潰的高度危險性。換句話說，Uranus System的發動可視為同等於和SRX的暴走。而且，在SRX的試作機完成後的現在，也有著正式採用機已在建造中的傳聞流出。
SR-01 SRX Altered「班普雷奥斯」
SRX的完成型機。對「異次元生命侵入者專用型超廣域殲滅型PT」。暫時只在《第3次α》登場，由隆聖、萊、彩及舞四人駕駛，由於緊急出動的關係合體機能被鎖定了。

## RW系列
RW-1 R-GUN （Real Personal Trooper Type-Gun）
RW（R Weapon）系列的1號機。原本是高出力的重金屬粒子砲，但為了某種用途而小型化，並搭載了單體便能行動及戰鬥的人形機兵變形機構，可變型成高出力的重金屬粒子砲。搭載了出力比R-2還高的特洛尼姆引擎（トロニウム・エンジン），火力凌駕於其他的R系列機體，但輸出功率極度不安定為缺點。實際上為R系列的4號機，但並沒有取名為「R-4」，在月球的毛氏工業內取了「ARGAN」的代號，作為機密而開發。在背部裝備了高性能雙管巨砲（Hi-Twin Launcher）以後成為R-GUN強化型（R-GUNパワード）。可以成為SRX的武器「HTB加農」，後來被伊達隆聖改名成為「天上天下一擊必殺砲」。L5戰役後對T-LINK系統進行改良，可與R-3進行T-LINK雙重連結。駕駛者分別為薇蕾塔·巴迪姆（ヴィレッタ・バディム）或古林舞（マイ・コバヤシ）。
另外英格蘭姆所駕駛R-GUN是複製品，最後被ATX和SRX小隊合力擊毀後，英格蘭姆召喚巴爾瑪利不可思議神秘力量注入R-GUN機體後進化為R-GUN宿敵，R-GUN宿敵的武器和裝甲比起R-GUN更加強，讓其他研發者難以解釋。
RW-2 R-SWORD （Real Personal Trooper Type-Sword）
RW（R Weapon）系列的2號機。本意是作為SRX的大型劍（G Sword）而開發的，但由於凶鳥Mk-Ⅲ（ヒュッケバインMk-Ⅲ、Hückebein Mk-Ⅲ）匆匆參戰，於是 R-SWORD 就進而為作為其武裝外骨骼進行了緊急改造，成為了RTX-011AMB凶鳥格鬥型（ヒュッケバインボクサー，Huckebein Boxer）的配件。而凶鳥格鬥型的絕招「重力巨劍滑衝」（G Sword Diver）就是應用了R-SWORD的變形機構（變形為劍）的武器。